# ELISA (satellite)
Pour les articles homonymes, voir Elisa.
ELISA (ELectronic Intelligence by SAtellite) est une grappe de quatre microsatellites militaires français de renseignement devant permettre de valider les techniques de détection des radars terrestres depuis l'espace. Cette mission développée pour le compte de la direction générale de l'Armement (DGA) utilise quatre satellites de 121 kg reposant sur une plate-forme Myriade placés à quelques kilomètres les uns des autres sur une orbite héliosynchrone de 700 km d'altitude. L'interprétation combinée des mesures des signaux effectuées par satellite permet de localiser et de caractériser les radars.

## Objectif
L'objectif est de localiser de manière préventive les moyens de lutte antiaérienne dont dispose les adversaires potentiels afin de pouvoir les contourner ou les leurrer en cas de conflit. La France est actuellement le seul pays européen à développer une capacité de recueil de renseignements d'origine électromagnétique (ROEM) depuis l’espace.

## Déroulement de la mission
Les quatre satellites sont placés en orbite depuis le Centre spatial guyanais par un lanceur Soyouz, le 17 décembre 2011. La DGA exploite durant trois ans les satellites ELISA. Les enseignements tirés de ces démonstrateurs sont utilisés pour la mise en œuvre du programme CERES dont l'objectif est la mise en orbite à la fin de la décennie de satellites combinant la capacité de détection des systèmes radars ainsi que celle de localisation et d'écoute des systèmes de télécommunications adverses. Il s'agit de l'aboutissement d'une démarche de recherche entamée il y a 15 ans avec les satellites Cerise et Clémentine poursuivie en 2004 avec le démonstrateur Essaim chargé de mettre au point le recueil de renseignements électromagnétiques dans le domaine des télécommunications.
Fin 2014, le système ELISA est entré dans une phase pré-opérationnelle, en attendant le lancement de CERES, destinée à durer jusqu'en 2019